# 米爾頓 (伊利諾伊州)
米爾頓（英語：Milton）是位於美國伊利諾伊州派克縣的一個村落。

## 人口
根據2010年美國人口普查的數據，米爾頓的面積為1.00平方千米，當中陸地面積為1.00平方千米，而水域面積為0.00平方千米。當地共有人口214人，而人口密度為每平方千米214人。